# Encyclopédie d’Yverdon

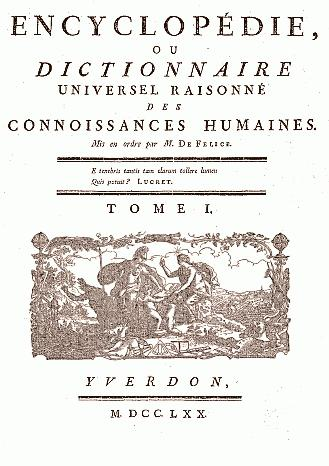
Encylopédie d’Yverdon

Die Encyclopédie d’Yverdon ist eine zwischen 1770 und 1780 gedruckte Enzyklopädie in französischer Sprache und wurde von Fortunato Bartolomeo De Felice in Yverdon herausgegeben. Sie ist ein Folgewerk der von Denis Diderot und Jean Baptiste le Rond d’Alembert herausgegebenen Encyclopédie.
Das Werk umfasst 58 Bände im Quartformat, die sich auf 42 Textbände, sechs Suppléments (Textbände mit Ergänzungen) und zehn Tafelbände (Bildbände mit Illustrationen) verteilen. Ihr Umfang beträgt 37.378 Seiten, mit etwa 75.000 Artikeln und 1.200 Abbildungen. Der Verkauf der gesamten Auflage von ca. 3.000 Exemplaren erfolgte über die Typographische Gesellschaft Bern und den Buchhändler Pierre Gosse in Den Haag.
Im Unterschied zu anderen Folgewerken der Pariser Enzyklopädie ist die Encyclopédie d’Yverdon kein Nach- oder Raubdruck, sondern eine echte Neufassung. Felice ließ den Textkorpus von 34 Autoren redigieren, von denen 27 namentlich bekannt sind. Sie verbesserten fehlerhafte Artikel, ergänzten unvollständige Artikel und fügten zahlreiche neue Artikel hinzu. Darüber hinaus wurde die religionskritische Haltung von Diderots und d’Alemberts Werk in Felices Ausgabe gemildert und durch eine protestantische Sichtweise ersetzt, weshalb das Werk auch bisweilen „protestantische Enzyklopädie“ genannt wurde und vor allem in Nordeuropa große Verbreitung fand.

## Hauptautoren
Fortunato Bartolomeo De Felice versammelte ein Team von mehr als 30 europäischen Mitarbeiter um sich (fünfzehn Schweizer, zwölf Franzosen, drei Deutsche, ein Italiener, ein Ire):
- Jean-Henri Andrié
- Charles-Louis-François Andry
- Elie Bertrand
- Carlo Barletti
- Louis de Bons
- Henri-Sébastien Dupuy de Bordes
- Jean-Henri-Nicolas Bouillet
- Nicolas-Maximilien Bourgeois
- Alexandre César Chavannes
- Jacques-Antoine-Henri Deleuze
- Johann Albrecht Euler
- Leonhard Euler
- Fortunato Bartolomeo De Felice
- André Ferry
- Jean Henri Samuel de Formey
- Louis-Claude Cadet de Gassicourt
- Hieronymus David Gaub
- Mathieu-Bernard Goudin
- Albrecht von Haller
- Gottlieb Emanuel von Haller
- Samuel-Rodolphe Jeanneret
- Joseph Jérôme Lefrançois de Lalande
- Romain Lecuyer
- Joseph Lieutaud
- Antoine Louis
- Archibald Maclaine
- Pierre-Joseph Macquer
- Gabriel Mingard
- Paul-Gabriel Le Preux
- David Perrelet
- Antoine Portal
- Johann Rudolf Sinner
- Jacob Reinbold Spielmann
- Johann Christoph Erich von Springer
- Vincenz Bernhard Tscharner
- Paul-Joseph Vallet
- Pierre-Jacques Willermoz